# Cartan-Invariante
In der Mathematik ist die Cartan-Invariante eine das Doppelverhältnis der klassischen projektiven Geometrie verallgemeinernde Invariante der komplex-hyperbolischen Geometrie, mit der insbesondere entschieden werden kann, ob Punkte in einem komplexen oder Lagrangeschen Unterraum liegen.

## Definition
Der Rand im Unendlichen {\displaystyle \partial _{\infty }\mathbb {C} H^{n}} des komplex-hyperbolischen Raumes {\displaystyle \mathbb {C} H^{n}} ist
{\displaystyle \partial _{\infty }\mathbb {C} H^{n}=\left\{X\in \mathbb {C} ^{n,1}:\langle X,X\rangle =0\right\}/\mathbb {C} }
Für jedes Tripel {\displaystyle (\left[x_{1}\right],\left[x_{2}\right],\left[x_{3}\right])\in \partial _{\infty }\mathbb {C} H^{n}\times \partial _{\infty }\mathbb {C} H^{n}\times \partial _{\infty }\mathbb {C} H^{n}} hat das Hermitesche Tripelprodukt
{\displaystyle \langle x_{1},x_{2},x_{3}\rangle :=\langle x_{1},x_{2}\rangle \langle x_{2},x_{3}\rangle \langle x_{3},x_{1}\rangle \in \mathbb {C} }
wegen 
{\displaystyle \langle \xi _{1}x_{1},\xi _{2}x_{2},\xi _{3}x_{3}\rangle =\vert \xi _{1}\xi _{2}\xi _{3}\vert ^{2}\langle x_{1},x_{2},x_{3}\rangle }
ein wohldefiniertes Argument, das nur von den Äquivalenzklassen der {\displaystyle x_{i}} abhängt. Man kann also definieren
{\displaystyle {\mathbb {A} }(\left[x_{1}\right],\left[x_{2}\right],\left[x_{3}\right]):=arg(-\langle x_{1},x_{2},x_{3}\rangle )}.
Die so definierte Funktion
{\displaystyle {\mathbb {A} }:\partial _{\infty }\mathbb {C} H^{n}\times \partial _{\infty }\mathbb {C} H^{n}\times \partial _{\infty }\mathbb {C} H^{n}\to \left[-{\frac {\pi }{2}},{\frac {\pi }{2}}\right]}
heißt die Cartan-Invariante.
Weil das Hermitesche Tripelprodukt negativen Realteil hat, liegen die Werte in {\displaystyle \left[-{\frac {\pi }{2}},{\frac {\pi }{2}}\right]}.

## Eigenschaften
Die Cartan-Invariante ist eine vollständige Invariante von Tripeln im Unendlichen: wenn für zwei Tripel unterschiedlicher Punkte
{\displaystyle {\mathbb {A} }(\left[x_{1}\right],\left[x_{2}\right],\left[x_{3}\right])={\mathbb {A} }(\left[y_{1}\right],\left[y_{2}\right],\left[y_{3}\right])}
gilt, dann gibt es eine Isometrie {\displaystyle g\in PU(n,1)}, welche das eine Tripel in das andere überführt. Die Isometrie ist eindeutig modulo Isometrien, die die vom ersten Tripel aufgespannte Ebene invariant lassen.
Ein Tripel liegt genau dann im Rand einer 2-dimensionalen komplexen Ebene, wenn
{\displaystyle {\mathbb {A} }(\left[x_{1}\right],\left[x_{2}\right],\left[x_{3}\right])=\pm {\frac {\pi }{2}}}.
Ein Tripel liegt genau dann im Rand einer Lagrangeschen Ebene, wenn
{\displaystyle {\mathbb {A} }(\left[x_{1}\right],\left[x_{2}\right],\left[x_{3}\right])=0}.